# Order Zasługi Cywilnej (Hiszpania)
Order Zasługi Cywilnej (hisz. Orden del Mérito Civil) – wysokie hiszpańskie cywilne odznaczenie państwowe ustanowione w 1926, zniesione w 1931 i przywrócone w 1942.
Wśród odznaczeń cywilnych zajmuje miejsce po Orderze Izabeli Katolickiej, a przed Orderem Alfonsa X Mądrego. Wcześniej znajdował się przed Orderem Afryki (1933-1977).

## Wielcy Mistrzowie
Wielkim Mistrzem orderu jest zawsze głowa państwa hiszpańskiego:
- 1926–1931 – Alfons XIII Burbon,
- 1942–1975 – Francisco Franco,
- 1975–2014 – Jan Karol I Burbon,
- od 2014 – Filip VI Burbon.

## Podział odznaczenia
Pierwotnie dzielił się na cztery klasy:
- klasa I – Krzyż Wielki:
  - Łańcuch (w stopniu wyższym)
  - Wielka Wstęga (w stopniu niższym)
- klasa II – Komandor I Klasy
- klasa III – Komandor II Klasy
- klasa IV – Kawaler
- dodatkowo – Medal

Obecnie ma siedem klas:
- klasa I – Łańcuch (Collar)
- klasa II – Krzyż Wielki (Gran Cruz)
- klasa III – Komandor z Numerem (Encomienda de número)
- klasa IV – Komandor (Encomienda)
- klasa V – Krzyż Oficerski (Cruz de oficial)
- klasa VI – Krzyż (Cruz)
- klasa VII – Krzyż Srebrny (Cruz de plata)

Order posiada wersję dla kobiet, II klasa ma węższą wielką wstęgę (szarfę), a klasy IV-VII wieszane są wstęgach wiązanych w kokardę.
| Insygnia orderu   |                  |                          |                             |
|                   |                  |                          |                             |
|                   |                  |                          |                             |
| Łańcuch           | Gwiazda Łańcucha | Gwiazda Krzyża Wielkiego | Gwiazda Komandora z Numerem |
|                   |                  |                          |                             |
|                   |                  |                          |                             |
| Krzyż Komandorski | Krzyż Oficerski  | Krzyż                    | Krzyż Srebrny               |